# گمینا توکارنگا
گمینا توکارنگا (به لهستانی:  Gmina Tokarnia) یک گمینا در لهستان است که در شهرستان مشلنگتسه واقع شده‌است. گمینا توکارنگا ۶۸٫۸۵ کیلومتر مربع مساحت و ۸٬۰۷۲ نفر جمعیت دارد.